# UTC−06:00
Pour les articles homonymes, voir CST et HNC.
UTC-6 (aussi appelé heure normale du centre ou HNC ; en anglais, Central Standard Time ou CST) est un fuseau horaire, en retard de six heures sur UTC.

## Zones concernées

### Toute l'année
UTC-6 est utilisé toute l'année dans les pays et territoires suivants :
- Belize ;
- Canada :  Saskatchewan (sauf la région de Lloydminster) ;
- Costa Rica ;
- Équateur : Îles Galápagos ;
- Guatemala ;
- Honduras ;
- Nicaragua ;
- Salvador.

### Heure d'hiver (hémisphère nord)
Les zones suivantes utilisent UTC-6 pendant l'heure d'hiver (dans l'hémisphère nord) et UTC-5 à l'heure d'été :
- Canada :
  -  Manitoba ;
  -  Nunavut (centre) ;
  -  Ontario (ouest).

- États-Unis :
  -  Alabama ;
  -  Arkansas ;
  -  Dakota du Nord (en grande partie) ;
  -  Dakota du Sud (en grande partie) ;
  -  Floride (ouest) ;
  -  Illinois ;
  -  Indiana (nord-ouest et sud-ouest) ;
  -  Iowa ;
  -  Kansas (en grande partie) ;
  -  Kentucky (ouest) ;
  -  Louisiane ;
  -  Michigan (sud de la péninsule supérieure) ;
  -  Minnesota ;
  -  Mississippi ;
  -  Missouri ;
  -  Nebraska (en grande partie) ;
  -  Oklahoma ;
  -  Tennessee (en grande partie) ;
  -  Texas (en grande partie) ;
  -  Wisconsin.

- Mexique :
  -  Aguascalientes ;
  -  Campeche ;
  -  Chiapas ;
  -  Coahuila ;
  -  Colima (hormis les îles Revillagigedo) ;
  -  District Fédéral de Mexico ;
  -  Durango ;
  -  État de Mexico ;
  -  Guanajuato ;
  -  Guerrero ;
  -  Hidalgo ;
  -  Jalisco ;
  -  Michoacán ;
  -  Morelos ;
  -  Nayarit (uniquement la municipalité de Bahía de Banderas) ;
  -  Nuevo León ;
  -  Oaxaca ;
  -  Puebla ;
  -  Querétaro ;
  -  San Luis Potosí ;
  -  Tabasco ;
  -  Tamaulipas ;
  -  Tlaxcala ;
  -  Veracruz ;
  -  Yucatán ;
  -  Zacatecas.

### Heure d'hiver (hémisphère sud)
Les zones suivantes utilisent UTC-6 pendant l'heure d'hiver (dans l'hémisphère sud) et UTC-5 à l'heure d'été :
- Chili :  Île de Pâques.

### Heure d'été (hémisphère nord)
Les zones suivantes utilisent UTC-6 pendant l'heure d'été (dans l'hémisphère nord) et UTC-7 à l'heure d'hiver :
- Canada :
  -  Alberta ;
  -  Colombie-Britannique (sud-est) ;
  -  Territoires du Nord-Ouest (sauf Tungsten) ;
  -  Nunavut (ouest) ;
  -  Saskatchewan (uniquement la région de Lloyminster).

- États-Unis :
  -  Arizona (uniquement la Nation Navajo) ;
  -  Colorado ;
  -  Dakota du Nord (sud-ouest) ;
  -  Dakota du Sud (ouest) ;
  -  Idaho (en grande partie, notamment le sud) ;
  -  Kansas (ouest) ;
  -  Montana ;
  -  Nebraska (ouest) ;
  -  Nevada (petite partie) ;
  -  Nouveau-Mexique ;
  -  Oregon (petite partie) ;
  -  Texas (ouest) ;
  -  Utah ;
  -  Wyoming.

- Mexique :
  -  Basse-Californie-du-Sud ;
  -  Chihuahua ;
  -  Nayarit (en grande partie) ;
  -  Sinaloa.

### Heure d'été (hémisphère sud)
Aucune zone n'utilise UTC-6 pendant l'heure d'été (dans l'hémisphère sud) et UTC-7 à l'heure d'hiver.

## Géographie
À l'origine, UTC-6 concerne une zone du globe comprise entre 97,5° W et 82,5° W et l'heure initialement utilisée correspondait à l'heure solaire moyenne du 90e méridien ouest (référence supplantée par UTC en 1972).
Aux États-Unis et au Canada, le fuseau horaire est désigné par Central Standard Time (heure standard du centre, abrégé en CST).

## Heure d'été
Parmi les zones à UTC-6 observant l'heure d'été, on trouve le Canada (à l'exception de la Saskatchewan, mais la région de Creighton l'observe officieusement), les États-Unis, le Mexique et l'île de Pâques. Elles se retrouvent alors à UTC-5.
Réciproquement, les zones à UTC-7 observant une heure d'été passent alors à UTC-6.